# Maldonado (tỉnh)
Tỉnh Madldonado là một trong 19 đơn vị hành chính của Uruguay dưới cấp quốc gia, tiếng Tây Ban Nha gọi là departamento. Đây là một trong sáu tỉnh đầu tiên, trước có tên là "San Fernando de Maldonado", sau rút lại thành Maldonado.
Maldonado nằm ở vị trí phía đông-nam Uruguay với diện tích 4.793 km² và 140.192 cư dân. Lỵ sở là thị xã Maldonado (thị xã).

## Địa lý
Maldonado giáp Rocha về phía đông, Lavalleja về phía bắc, và Canelones về phía tây. Tây nam là sông La Plata và đông nam là biển Đại Tây Dương.
Miền bắc của bộ Maldonado là rặng núi thấp với ngọn Carape (514 m) là cao nhất. Miền trung đất đai uốn lượn trên những sườn đồi, trung bình cao khoảng 150 m. Một số sông ngòi nhỏ đa số chảy vào sông La Plata. Dọc bờ biển có những đầm phá. Đất màu tập trung ở phía tây.
Khí hậu của Maldonado thuộc vùng bán nhiệt đới nhưng tương đối mát, (trung bình khoảng 17 °C); vũ lượng hằng năm là 1.000 mm.

## Kinh tế
Ngành kinh tế phát triển mau nhất ở Maldonado là ngành du lịch tập trung ở ven biển từ Piriapolis đến Punta del Este. Miền bắc Maldonado là trung tâm chăn nuôi và miền tây có nhiều cơ sở chế biến nông phẩm nhưng kinh tế hai miền này tương đối kém nên có xu hướng dân số giảm đi vì di cư.
Nông sản chính là lúa mì, bắp, hoa quỳ, khoai tây, bò, cừu. Ngư nghiệp cũng là nguồn lợi tức lớn. Khoáng sản được khai thác có đá hoa, kim loại và feldspar (trương thạch).

## Thông tin dân số
Theo điều tra dân số năm 2004, có 140.192 người và 47.657 hộ trong tỉnh này. Số người bình quân mỗi hộ là 2,9. Cứ mỗi 100 nữ giới, có 97,2 nam giới.
- Tỷ lệ tăng dân số: 2,285% (2004)
- Tỷ lệ sinh: 17,10 số người được sinh/1000 người (2004)
- Tỷ lệ tử vong: 7,06 số người chết/1000 người
- Tuổi bình quân: 31,0 (30,1 Nam giới, 32,0 Nữ giới)
- Tuổi thọ bình quân (2004):

- Tỷ lệ con/bà mẹ: 2,31 con/bà mẹ
- Thu nhập đầu người ở thành thị (các thành phố có 5.000 người hoặc hơn): 4.066,1 peso/tháng

## Các trung tâm đô thị chính
(Các thị xã hoặc các thành phố với 1000 dân đăng ký hoặc hơn - số liệu từ cuộc điều tra năm 2004, trừ phi nêu khác đi)
| Thành phố/Thị xã       | Dân số       |
| ---------------------- | ------------ |
| Aiguá                  | 2.676        |
| Cerro Pelado           | 2.407 (1996) |
| Gregorio Aznárez       | 1.003 (1996) |
| Hipódromo              | 1.436 (1996) |
| Maldonado              | 50,417       |
| Pan De Azúcar          | 6.969        |
| Pinares - Las Delicias | 6.989 (1996) |
| Piriápolis             | 7.579        |
| Punta Del Este         | 8.252        |
| San Carlos             | 23.878       |
| San Rafael - El Placer | 1.950 (1996) |

Bản mẫu:Departments of Uruguay